# Vigilantiae studiique

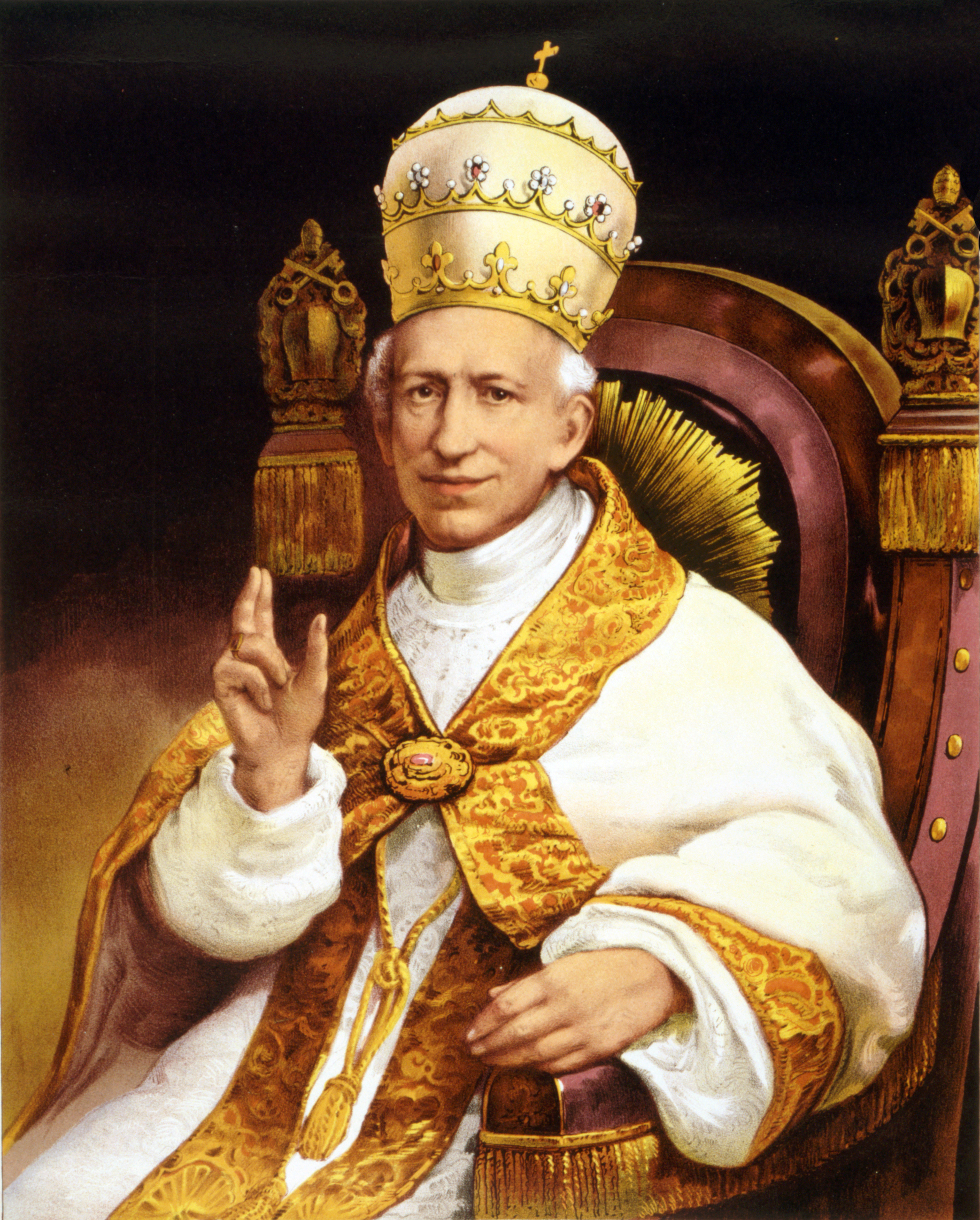
Papst Leo XIII.

Vigilantiae studiique ist der Name einer Apostolischen Konstitution von Papst Leo XIII. (1878–1903), sie datiert vom  30. Oktober 1902. Mit dieser, auch als Apostolisches Schreiben benannte, Konstitution gab er die Gründung der „Päpstlichen Bibelkommission“ bekannt und legte die Ordnung, das Regelwerk und die Organisation dieser päpstlichen Institution fest.

## Geschichte
Weil er eine wachsende Gefahr von Unbesonnenheit und Irrlehren bei der Bibelauslegung zu Beginn des 20. Jahrhunderts sah, beschloss Papst Leo XIII. die Implementierung einer päpstlichen Bibelkommission. Die Aufgabe dieser Bibelkommission bestehe, so schrieb der Papst, darin, „den Fortschritt der biblischen Studien zu fördern und darüber zu wachen, dass es nicht zu Irrtümern kommt“. Zuvor hatte Leo XIII. mit seiner Bibelenzyklika Providentissimus Deus vom 18. November 1893 grundsätzliche Aussagen zum Umgang mit der Heiligen Schrift gemacht. Zum Aufgabenbereich der Bibelkommission schrieb er weiter, dass zu den Kommissionsmitgliedern bedeutende Gelehrte gehören sollten, 

„deren Aufgabe es sein sollte, mit allen Mitteln dafür wirksam zu sorgen, dass der Heiligen Schrift überall bei den Katholiken die von den Zeitverhältnissen geforderte sorgfältige Behandlung zuteilwerde und von ihr nicht nur jeder Hauch des Irrtums, sondern auch jegliche allzu freie Ansicht ferngehalten werde.“

  Diese Zielsetzung bekräftigte später Papst Pius XII. in seiner Enzyklika Divino afflante Spiritu vom 30. September 1943, in der er sich ebenfalls mit dem Umgang der Bibel und den Bibelerklärungen auseinandersetzte.